# حبیب الهیاری
حبیب الهیاری (زاده ۳ مهر ۱۳۲۵ - ابهر) تهیه‌کننده، بازیگر و مدیر تولید ایرانی است.
او فعالیت هنری خود را در سال ۱۳۵۱ بعنوان بازیگر شروع کرد و پس از آن به فعالیت در زمینه مدیریت تولید و تهیه‌کنندگی پرداخت.

## تهیه‌کننده
- رز سفید (۱۳۸۸)
- فاصله (۱۳۸۸)

## بازیگر
- بزرگ‌مرد کوچک (۱۳۹۰)
- سحرگاه پیروزی (۱۳۷۸)
- دختری با کفش‌های کتانی (۱۳۷۷)
- شمارش معکوس (۱۳۷۶)
- فرار بزرگ (۱۳۷۶)
- عروسی مهتاب (۱۳۷۵)
- دایره سرخ (۱۳۷۴)
- سفر به چزابه (۱۳۷۴)
- نجات یافتگان (۱۳۷۴)
- افق (۱۳۶۷)
- هی جو (۱۳۶۷)
- سرزمین آرزوها (۱۳۶۶)
- آن سوی مه (۱۳۶۴)
- بی بی چلچله (۱۳۶۳)
- تاتوره (۱۳۶۳)
- جوجه فکلی (۱۳۵۳)